# Punicalagin

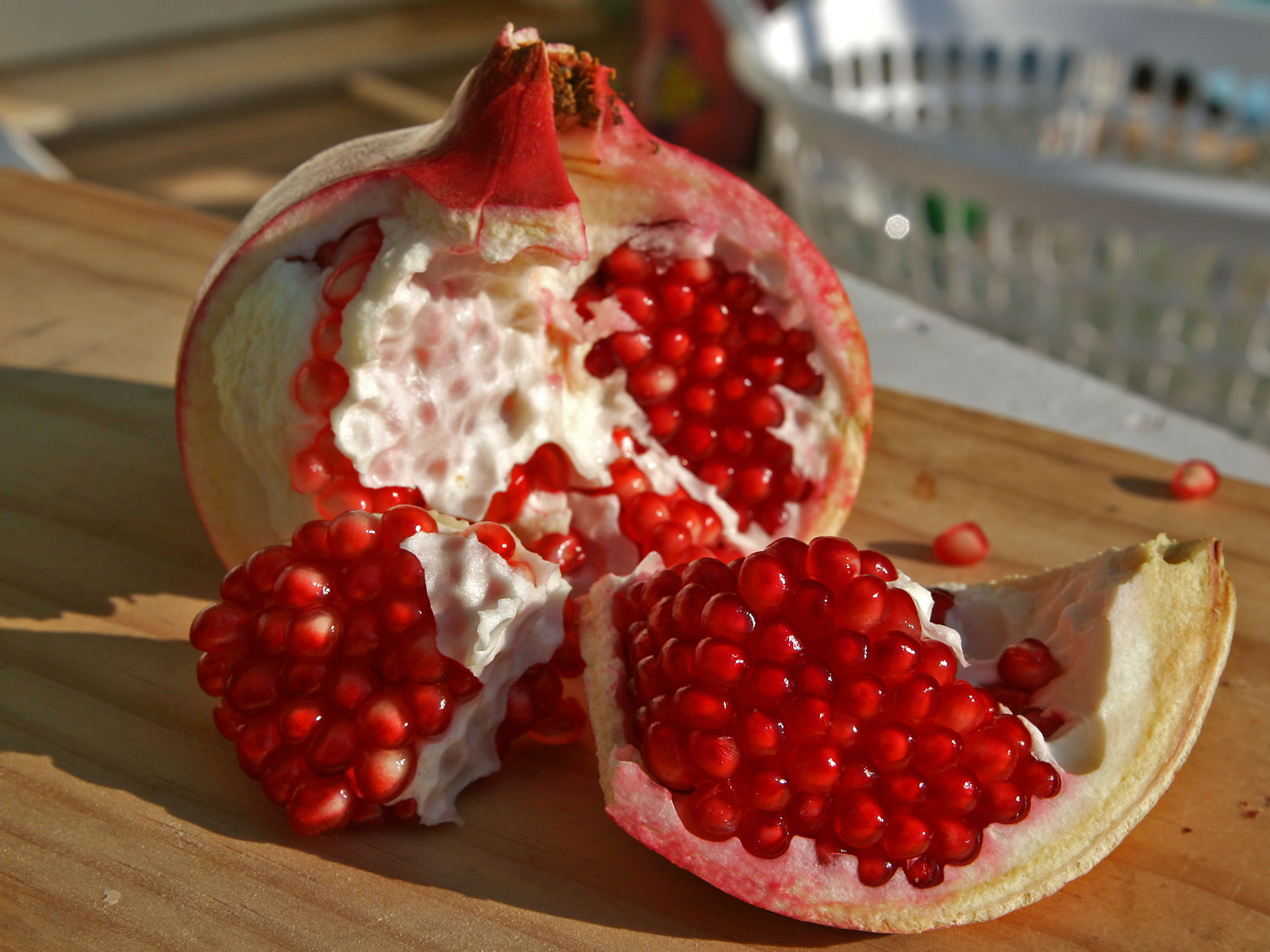
Granatapfel

Punicalagin ist ein Gerbstoff, der zur Gruppe der Ellagitannine gehört. Man findet den Stoff hauptsächlich in der Schale der Granatäpfel, wie auch Punicalin.